# Det Nye Teater
Det Nye Teater var en teater i Oslo, med syftet att stödja ny norsk dramatik. Teatern öppnades 1929 och upphörde som självständig teater 1959, då den tillsammans med Folketeatret gick ihop i Oslo Nye Teater.
Tanken på en scen för ny norsk dramatik fanns i författarkretsar redan 1910, men först 1918 grundades A/S Det Nye Teater på initiativ av Johan Bojer och Peter Egge. Teatern köpte 1924 en tomt på Rosenkrantz' gate, och teaterbyggnaden ritades av arkitekterna Gudolf Blakstad och Jens Gram Dunker. En rad av landets mest betydande scenkonstnärer anställdes, och under Ingolf Schanches ledning (1929-1931) öppnade Det Nye Teater med Knut Hamsuns August-trilogi.
Av teaterns regissörer satte särskilt Gyda Christensen prägel på teatern. Verksamheten växlade mellan perioder med betydande norsk och utländsk dramatik i briljant framförande till mer slätstrukna säsonger. 1937 togs driften över av ett nytt bolag, A/S Scenekunst, men fortfarande under det ursprungliga namnet, fram till sammanslagningen med Folketeatret 1959.